# Секст Карминий Вет (консул 83 г.)
Вижте пояснителната страница за други личности с името Секст Карминий Вет.
Секст Карминий Вет (на латински: Sextus Carminius Vetus) e сенатор на Римската империя през 1 век.
Син е на Луций Калвенций Вет Гай Карминий, който е през 44/45 г. управител на Лузитания и суфектконсул 51 г. Брат е на Луций Карминий Лузитаник (суфектконсул 81 г.).
През 83 г. Карминий Вет е суфектконсул. От 96/97 до 97/98 г. е проконсул на провинция Азия. Неговият син Секст Карминий Вет е редовен консул през 116 г.